# Tournans
Tournans ist eine französische Gemeinde mit 112 Einwohnern (Stand: 1. Januar 2022) im Département Doubs in der Region Bourgogne-Franche-Comté.

## Geographie
Tournans liegt auf 395 m, sieben Kilometer nordnordwestlich von Baume-les-Dames und etwa 30 Kilometer nordöstlich der Stadt Besançon (Luftlinie). Das Dorf erstreckt sich in der gewellten Landschaft zwischen den Flusstälern von Doubs im Süden und Ognon im Norden, auf einer Hochfläche südlich des Tals des Crenu.
Die Fläche des 9,14 km² großen Gemeindegebiets umfasst einen Abschnitt der gewellten Landschaft zwischen Doubs und Ognon. Der zentrale Teil des Gebietes wird von einer Hochfläche eingenommen, die durchschnittlich auf 400 m liegt und südlich an das Tal des Crenu anschließt. Sie ist überwiegend von Acker- und Wiesland bestanden. Entwässert wird das Gebiet durch den Rupt de Vaulx nach Norden zum Crenu. Im Süden wird das Hochplateau von den Waldhöhen des Bois Verdot (440 m) und des Bois du Raz (bis 440 m) flankiert. Nach Südwesten erstreckt sich das Gemeindeareal über eine oberirdisch abflusslose Mulde bis auf den Höhenrücken des Bois des Ranvers, auf dem mit 457 m die höchste Erhebung von Tournans erreicht wird.
Zu Tournans gehört der Weiler Les Monts de Vaux (410 m) auf einer Waldlichtung südlich des Bois des Ranvers. Nachbargemeinden von Tournans sind Rognon, Puessans und Huanne-Montmartin im Norden, Trouvans und Verne im Osten, Fontenotte und La Bretenière im Süden sowie Battenans-les-Mines und Tallans im Westen.

## Geschichte
Funde von Überresten eines Siedlungsplatzes und Gräbern weisen darauf hin, dass das Gemeindegebiet von Tournans bereits während der gallorömischen Zeit bewohnt war. Im Mittelalter gehörte Tournans zur Herrschaft Montmartin. Zusammen mit der Franche-Comté gelangte das Dorf mit dem Frieden von Nimwegen 1678 definitiv an Frankreich.

## Sehenswürdigkeiten

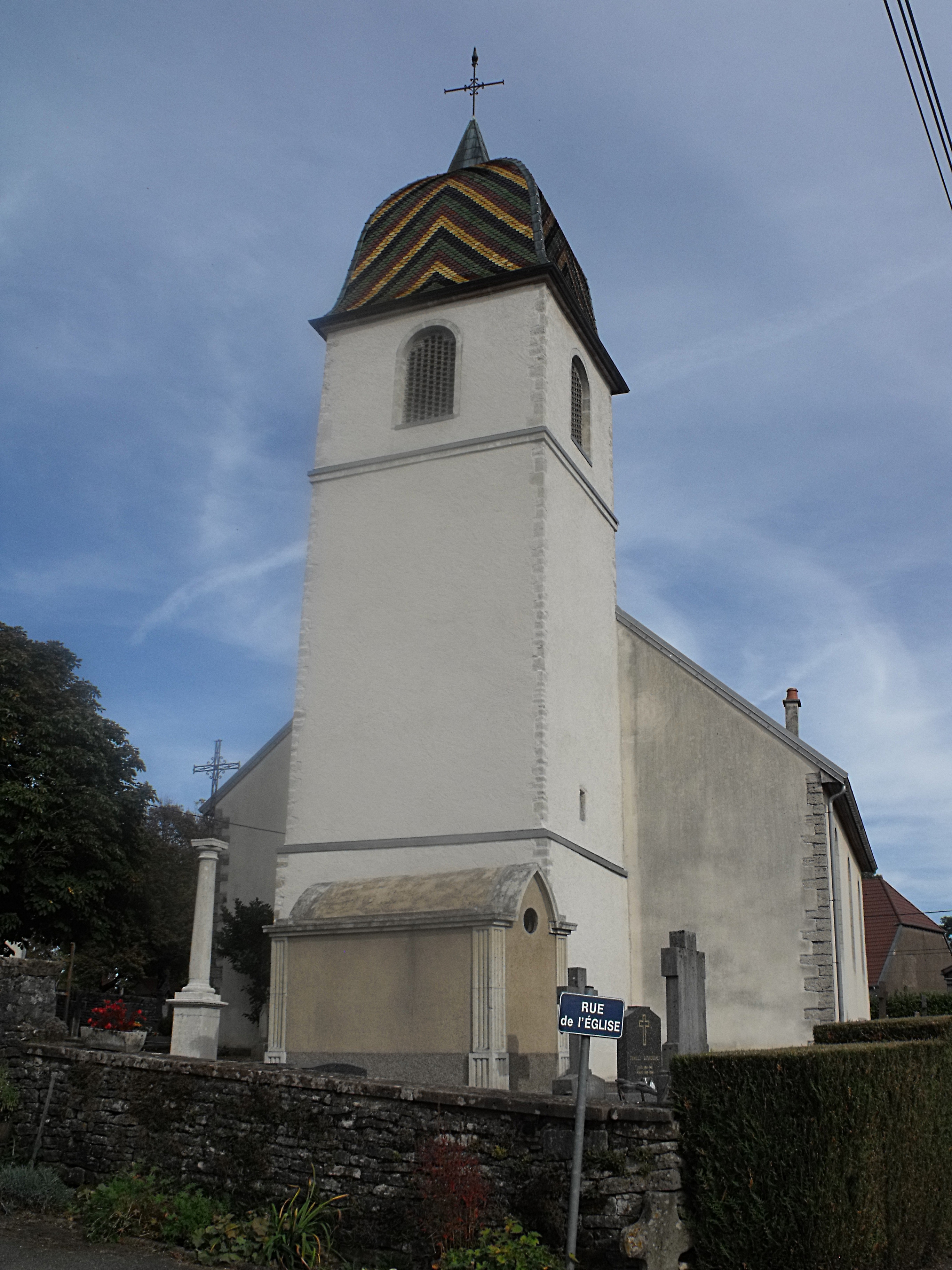
Kirche Saint-Maurice

Die Dorfkirche Saint-Maurice in Tournans wurde im 19. Jahrhundert weitgehend neu erbaut. Zur Ausstattung gehören bemerkenswerte Statuen aus dem 15. Jahrhundert sowie eine Grabplatte von 1525.

## Bevölkerung
| Jahr                       | 1962 | 1968 | 1975 | 1982 | 1990 | 1999 | 2004 | 2016 |
| Einwohner                  | 96   | 112  | 82   | 83   | 87   | 119  | 116  | 132  |
| Quellen: Cassini und INSEE |      |      |      |      |      |      |      |      |

Mit 112 Einwohnern (Stand 1. Januar 2022) gehört Tournans zu den kleinsten Gemeinden des Départements Doubs. Nachdem die Einwohnerzahl in der ersten Hälfte des 20. Jahrhunderts deutlich abgenommen hatte (1891 wurden noch 313 Personen gezählt), wurden seit Beginn der 1960er Jahre nur noch relativ geringe Schwankungen verzeichnet.

## Wirtschaft und Infrastruktur
Tournans war bis weit ins 20. Jahrhundert hinein ein vorwiegend durch die Landwirtschaft (Ackerbau, Obstbau und Viehzucht) und die Forstwirtschaft geprägtes Dorf. Daneben gibt es heute einige Betriebe des lokalen Kleingewerbes. Mittlerweile hat sich das Dorf auch zu einer Wohngemeinde gewandelt. Viele Erwerbstätige sind deshalb Wegpendler, die in den größeren Ortschaften der Umgebung ihrer Arbeit nachgehen.
Die Ortschaft liegt abseits der größeren Durchgangsstraßen an einer Departementsstraße, die von Rognon nach Autechaux führt. Der nächste Anschluss an die Autobahn A36 befindet sich in einer Entfernung von ungefähr acht Kilometern. Weitere Straßenverbindungen bestehen mit Huanne-Montmartin und Trouvans.